# Кипріян І Константинопольський
Кипріан — Вселенський патріарх у 1707–1709 та 1713–1714 роках.
Був митрополитом Кесарійським. 25 жовтня 1707 року він був обраний патріархом, змінивши на цій посаді Неофіта V.
Будучи сам суворим, він наголошував на суворості життя духовенства і його μὴ λαμπραῖς ἐσθῆσι χρῆσθαι τοῖς ἱερωμένοις про «несвітіння святим» збереглася донині. Але він створив собі ворогів і був скинутий у травні 1709 року. Потім був засланий до Ватопедського монастиря на горі Афон.
У листопаді 1713 року, коли патріарх Кирило IV відмовився збільшити вклад до Блискучої порти і пішов у відставку, Кипріан був переобраний патріархом. Але навіть він не встиг заплатити 25 000 грошів і 28 лютого 1714 року подав у відставку. Потім він удалився на Афон і через деякий час помер у монастирі Ватопед.